# Petit Le Mans 2018
Navigation
Édition précédente Édition suivante
La 21e édition du Petit Le Mans 2018 (officiellement appelé le 2018 Motul Petit Le Mans) a été une course de voitures de sport organisée sur le circuit de Road Atlanta eu Géorgie, aux États-Unis, qui s'est déroulée du 10 octobre 2018 au 13 octobre 2018. Il s'agissait de la douzième manche du championnat United SportsCar Championship 2018 et toutes les catégories de voitures du championnat ont participé à la course.

## Contexte avant la course

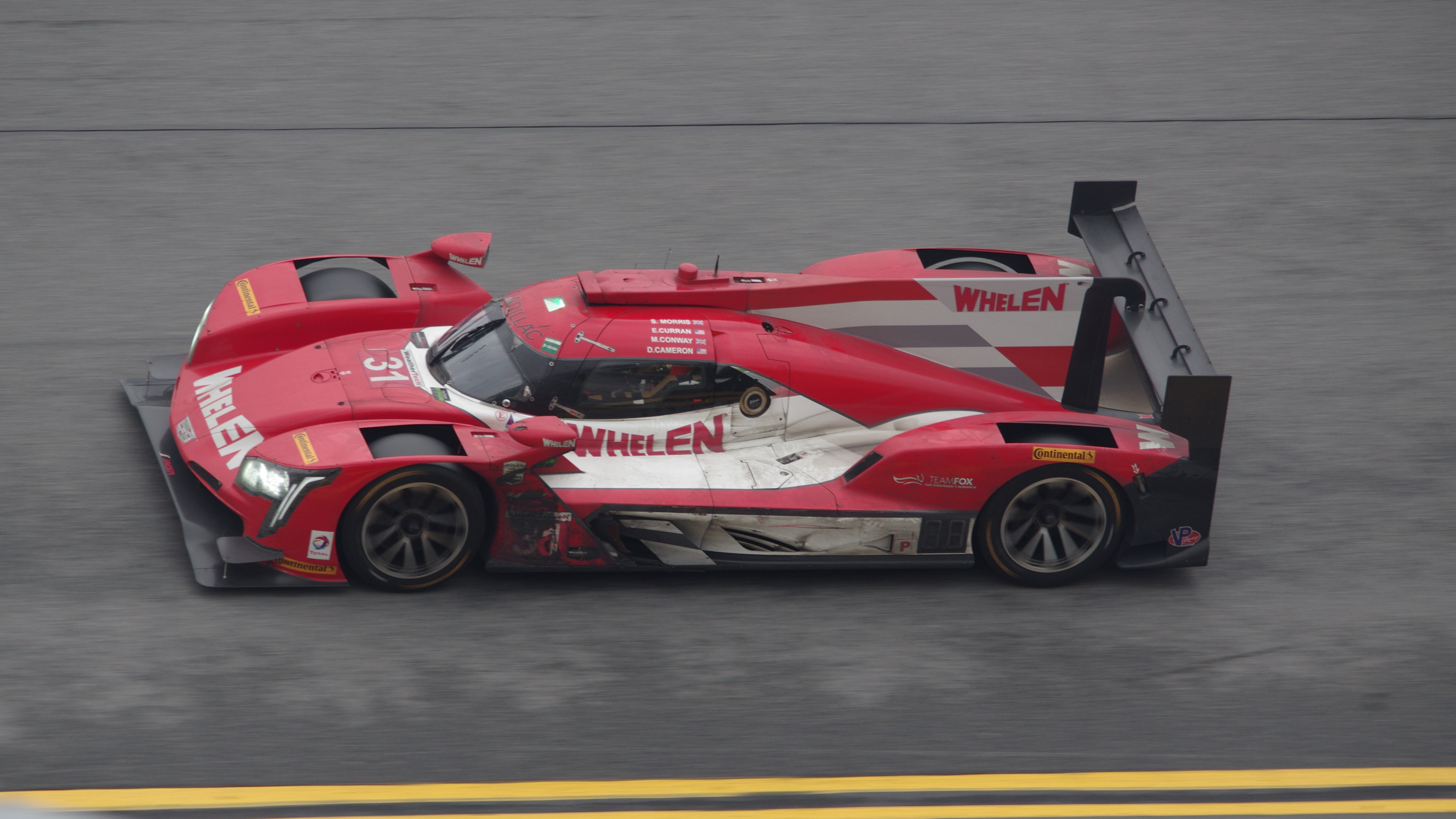
Cadillac DPi-V.R du Whelen Engineering Racing

Avant la dernière manche du WeatherTech SportsCar Championship, le championnat est extrêmement serré dans différentes catégories. En prototype, Eric Curran et Felipe Nasr, de l'écurie Whelen Engineering Racing, mènent le championnat avec 254 points, soit 4 de plus que John Bennett et Colin Braun de l'écurie CORE Autosport. Jordan Taylor et Renger van der Zande, du Konica Minolta Cadillac DPi-V.R, les derniers en course pour le titre sont à 19 longueurs de la tête.
En GTLM, Antonio García et Jan Magnussen devancent Ryan Briscoe et Richard Westbrook de neuf points. Joey Hand et Dirk Müller sont quant à eux à 15 points de la tête.
En GTD, Bryan Sellers et Madison Snow mènent de six points sur Katherine Legge.
Il est a noté également que cette course a été la dernière course Johannes van Overbeek à haut niveau sur un programme complet.

## Engagés
La liste officielle des engagés était composée de 37 voitures, dont 14 en Prototypes, 9 en Grand Touring Le Mans et 14 en Grand Touring Daytona.
En catégorie prototype, il est a noté le retour de l'écurie Performance Tech Motorsports, absente depuis le Grand Prix de Mosport, avec son Oreca 07. L'écurie Spirit of Daytona Racing n'a pas pu aligner sa Cadillac DPi-V.R pour des raisons budgétaires. L'écurie Acura Team Penske a fait appel à Simon Pagenaud et Graham Rahal pour compléter ses équipages. Romain Dumas aidera Jon Bennett et Colin Braun dans la conquête du titre avec l'Oreca 07 du CORE Autosport.
Pour la catégorie GTLM, un autre retour est à noter, la Ferrari 488 GTE Evo du Risi Competizione. Elle était absente depuis les 12 Heures de Sebring. Porsche a également fait appel aux pilotes Frédéric Makowiecki et Mathieu Jaminet pour renforcer ses équipages.
Pour la catégorie GTD, Montaplast par Land Motorsport, fait également son retour avec son Audi R8 LMS. L'inscription de cette écurie européenne au Petit Le Mans lui a permis de participer à l'intégralité de la mini série Coupe d'Endurance d'Amérique du Nord (ou CAEN). Le Meyer Shank Racing a rendu un hommage manufacturier Continental, partenaire du championnat depuis neuf ans, avec une livrée hommage sur son Acura NSX GT3 no 86.
Plusieurs équipages ont vu leur composition remaniée, en raison du clash avec les 6 Heures de Fuji, qui se tiennent le même week-end et posent problème pour les pilotes cumulant un programme en WeatherTech SportsCar Championship et en Championnat du Monde d’Endurance de la FIA. C’est le cas d’Harry Tincknell, remplacé par Marino Franchitti sur la Mazda RT24-P no 55 du Team Joest. Lucas di Grassi, quant à lui, retrouvera cette même équipe et sera associé à Oliver Jarvis et Tristan Nunez sur la Mazda RT24-P no 77. Timo Bernhard et Norman Nato seront également pigistes, chez Tequila Patrón ESM. Mike Conway étant retenu, Gabby Chaves a épaulé Eric Curran et Felipe Nasr sur la Cadillac DPi-V.R du Whelen Engineering Racing.

## Essais libres

### Première séance, le jeudi de 11 h 15 à 12 h 15
| Pos. | Classe | N° | Écurie                          | Temps                        | Tours |
| ---- | ------ | -- | ------------------------------- | ---------------------------- | ----- |
| 1    | P      | 5  | Mustang Sampling Racing         | 1 min 11 s 878 (au 8e tour)  | 32    |
| 2    | P      | 31 | Whelen Engineering Racing       | 1 min 12 s 152 (au 12e tour) | 13    |
| 3    | P      | 10 | Konica Minolta Cadillac DPi-V.R | 1 min 12 s 197 (au 10e tour) | 28    |
| 15   | GTLM   | 66 | Ford Chip Ganassi Racing        | 1 min 18 s 343 (au 6e tour)  | 25    |
| 16   | GTLM   | 67 | Ford Chip Ganassi Racing        | 1 min 18 s 381 (au 7e tour)  | 18    |
| 17   | GTLM   | 3  | Corvette Racing                 | 1 min 18 s 595 (au 10e tour) | 28    |
| 24   | GTD    | 29 | Montaplast avec Land Motorsport | 1 min 20 s 283 (au 5e tour)  | 32    |
| 25   | GTD    | 15 | 3GT Racing                      | 1 min 20 s 659 (au 5e tour)  | 17    |
| 26   | GTD    | 96 | Turner Motorsport               | 1 min 20 s 805 (au 8e tour)  | 32    |

### Seconde séance, le jeudi de 15 h 15 à 16 h 15
| Pos. | Classe | N° | Écurie                              | Temps                        | Tours |
| ---- | ------ | -- | ----------------------------------- | ---------------------------- | ----- |
| 1    | P      | 54 | CORE Autosport                      | 1 min 11 s 669 (au 5e tour)  | 38    |
| 2    | P      | 5  | Mustang Sampling Racing             | 1 min 11 s 806 (au 12e tour) | 23    |
| 3    | P      | 6  | Acura Team Penske                   | 1 min 11 s 950 (au 30e tour) | 30    |
| 13   | GTLM   | 3  | Corvette Racing                     | 1 min 18 s 300 (au 8e tour)  | 32    |
| 14   | GTLM   | 67 | Ford Chip Ganassi Racing            | 1 min 18 s 337 (au 25e tour) | 29    |
| 15   | GTLM   | 4  | Corvette Racing                     | 1 min 18 s 349 (au 7e tour)  | 33    |
| 21   | GTD    | 33 | Mercedes-AMG Team Riley Motorsports | 1 min 20 s 506 (au 4e tour)  | 32    |
| 22   | GTD    | 96 | Turner Motorsport                   | 1 min 20 s 628 (au 30e tour) | 38    |
| 23   | GTD    | 29 | Montaplast avec Land Motorsport     | 1 min 20 s 652 (au 28e tour) | 33    |

### Troisième séance, le jeudi de 19 h 30 à 21 h 00
| Pos. | Classe | N° | Écurie                          | Temps                        | Tours |
| ---- | ------ | -- | ------------------------------- | ---------------------------- | ----- |
| 1    | P      | 2  | Tequila Patrón ESM              | 1 min 11 s 457 (au 54e tour) | 55    |
| 2    | P      | 22 | Tequila Patrón ESM              | 1 min 11 s 547 (au 47e tour) | 53    |
| 3    | P      | 7  | Acura Team Penske               | 1 min 11 s 663 (au 37e tour) | 64    |
| 15   | GTLM   | 4  | Corvette Racing                 | 1 min 17 s 847 (au 46e tour) | 55    |
| 16   | GTLM   | 3  | Corvette Racing                 | 1 min 17 s 944 (au 50e tour) | 54    |
| 17   | GTLM   | 67 | Ford Chip Ganassi Racing        | 1 min 18 s 128 (au 30e tour) | 49    |
| 24   | GTD    | 71 | P1 Motorsports                  | 1 min 20 s 452 (au 38e tour) | 44    |
| 25   | GTD    | 29 | Montaplast avec Land Motorsport | 1 min 20 s 558 (au 40e tour) | 60    |
| 26   | GTD    | 14 | 3GT Racing                      | 1 min 20 s 654 (au 42e tour) | 43    |

### Quatrième séance, le vendredi de 11 h 15 à 12 h 15
| Pos. | Classe | N° | Écurie                                 | Temps                        | Tours |
| ---- | ------ | -- | -------------------------------------- | ---------------------------- | ----- |
| 1    | P      | 77 | Mazda Team Joest                       | 1 min 10 s 786 (au 13e tour) | 40    |
| 2    | P      | 5  | Mustang Sampling Racing                | 1 min 10 s 801 (au 12e tour) | 42    |
| 3    | P      | 31 | Whelen Engineering Racing              | 1 min 10 s 831 (au 5e tour)  | 37    |
| 15   | GTLM   | 4  | Corvette Racing                        | 1 min 17 s 341 (au 27e tour) | 40    |
| 16   | GTLM   | 3  | Corvette Racing                        | 1 min 17 s 359 (au 27e tour) | 35    |
| 17   | GTLM   | 24 | BMW Team RLL                           | 1 min 17 s 386 (au 24e tour) | 36    |
| 24   | GTD    | 29 | Montaplast avec Land Motorsport        | 1 min 19 s 384 (au 19e tour) | 36    |
| 25   | GTD    | 86 | Meyer Shank Racing avec Curb Agajanian | 1 min 19 s 737 (au 11e tour) | 25    |
| 26   | GTD    | 15 | 3GT Racing                             | 1 min 19 s 882 (au 6e tour)  | 34    |

## Qualifications
| Pos. | Classe | N°  | Équipe                                 | Pilote                | Temps          | Tours |
| ---- | ------ | --- | -------------------------------------- | --------------------- | -------------- | ----- |
| 1    | P      | 22  | Tequila Patrón ESM                     | Pipo Derani           | 1 min 10 s 437 | 6     |
| 2    | P      | 77  | Mazda Team Joest                       | Oliver Jarvis         | 1 min 10 s 561 | 8     |
| 3    | P      | 55  | Mazda Team Joest                       | Jonathan Bomarito     | 1 min 10 s 600 | 10    |
| 4    | P      | 2   | Tequila Patrón ESM                     | Norman Nato           | 1 min 10 s 775 | 6     |
| 5    | P      | 7   | Acura Team Penske                      | Ricky Taylor          | 1 min 10 s 780 | 7     |
| 6    | P      | 5   | Mustang Sampling Racing                | Filipe Albuquerque    | 1 min 10 s 892 | 7     |
| 7    | P      | 85  | JDC Miller Motorsports                 | Simon Trummer         | 1 min 10 s 912 | 6     |
| 8    | P      | 6   | Acura Team Penske                      | Juan Pablo Montoya    | 1 min 10 s 947 | 4     |
| 9    | P      | 31  | Whelen Engineering Racing              | Felipe Nasr           | 1 min 10 s 981 | 9     |
| 10   | P      | 54  | CORE Autosport                         | Colin Braun           | 1 min 11 s 071 | 9     |
| 11   | P      | 99  | JDC Miller Motorsports                 | Stephen Simpson       | 1 min 11 s 151 | 7     |
| 12   | P      | 10  | Konica Minolta Cadillac DPi-V.R        | Renger van der Zande  | 1 min 11 s 468 | 6     |
| 13   | P      | 52  | AFS/PR1 Mathiasen Motorsports          | Jose Gutierrez        | 1 min 11 s 708 | 10    |
| 14   | P      | 38  | Performance Tech Motorsports           | James French          | 1 min 11 s 859 | 9     |
| 15   | GTLM   | 24  | BMW Team RLL                           | John Edwards          | 1 min 17 s 006 | 3     |
| 16   | GTLM   | 3   | Corvette Racing                        | Antonio García        | 1 min 17 s 030 | 4     |
| 17   | GTLM   | 912 | Porsche GT Team                        | Earl Bamber           | 1 min 17 s 209 | 5     |
| 18   | GTLM   | 67  | Ford Chip Ganassi Racing               | Richard Westbrook     | 1 min 17 s 220 | 5     |
| 19   | GTLM   | 911 | Porsche GT Team                        | Patrick Pilet         | 1 min 17 s 369 | 5     |
| 20   | GTLM   | 66  | Ford Chip Ganassi Racing               | Joey Hand             | 1 min 17 s 383 | 3     |
| 21   | GTLM   | 25  | BMW Team RLL                           | Connor De Phillippi   | 1 min 17 s 428 | 3     |
| 22   | GTLM   | 4   | Corvette Racing                        | Tommy Milner          | 1 min 17 s 451 | 4     |
| 23   | GTLM   | 62  | Risi Competizione                      | Toni Vilander         | 1 min 17 s 774 | 10    |
| 24   | GTD    | 63  | Scuderia Corsa                         | Daniel Serra          | 1 min 19 s 695 | 4     |
| 25   | GTD    | 15  | 3GT Racing                             | Jack Hawksworth       | 1 min 19 s 732 | 4     |
| 26   | GTD    | 29  | Montaplast avec Land Motorsport        | Sheldon van der Linde | 1 min 19 s 744 | 5     |
| 27   | GTD    | 93  | Meyer Shank Racing avec Curb Agajanian | Mario Farnbacher      | 1 min 19 s 877 | 5     |
| 28   | GTD    | 48  | Paul Miller Racing                     | Bryan Sellers         | 1 min 20 s 079 | 4     |
| 29   | GTD    | 86  | Meyer Shank Racing avec Curb Agajanian | Álvaro Parente        | 1 min 20 s 095 | 4     |
| 30   | GTD    | 64  | Scuderia Corsa                         | Matteo Cressoni       | 1 min 20 s 297 | 4     |
| 31   | GTD    | 14  | 3GT Racing                             | Dominik Baumann       | 1 min 20 s 366 | 4     |
| 32   | GTD    | 33  | Mercedes-AMG Team Riley Motorsports    | Ben Keating           | 1 min 20 s 587 | 4     |
| 33   | GTD    | 71  | P1 Motorsports                         | JC Perez              | 1 min 21 s 580 | 7     |
| 34   | GTD    | 96  | Turner Motorsport                      | Don Yount             | 1 min 21 s 650 | 4     |
| 35   | GTD    | 44  | Magnus Racing                          | John Potter           | 1 min 21 s 895 | 4     |
| 36   | GTD    | 73  | Park Place Motorsports                 | Tim Pappas            | 1 min 22 s 610 | 10    |
| 37   | GTD    | 58  | Wright Motorsports                     | pas de temps          | pas de temps   |       |

## Course

### Classement de la course
- Les vainqueurs de chaque catégorie sont signalés par un fond jauni.
- Pour la colonne Pneus, il faut passer le curseur au-dessus du modèle pour connaître le manufacturier de pneumatiques.

| Pos | Classe | no  | Écurie                                 | Pilotes                                                 | Châssis                        | Pneus | Tours | Temps                |
| Pos | Classe | no  | Écurie                                 | Pilotes                                                 | Moteur                         | Pneus | Tours | Temps                |
| --- | ------ | --- | -------------------------------------- | ------------------------------------------------------- | ------------------------------ | ----- | ----- | -------------------- |
| 1   | P      | 10  | Konica Minolta Cadillac DPi-V.R        | Jordan Taylor Renger van der Zande Ryan Hunter-Reay     | Cadillac DPi-V.R               | C     | 443   | 10 h 00 min 29 s 165 |
| 1   | P      | 10  | Konica Minolta Cadillac DPi-V.R        | Jordan Taylor Renger van der Zande Ryan Hunter-Reay     | Cadillac 5,5 l V8 Atmo         | C     | 443   | 10 h 00 min 29 s 165 |
| 2   | P      | 77  | Mazda Team Joest                       | Oliver Jarvis Tristan Nunez Lucas Di Grassi             | Mazda RT24-P                   | C     | 443   | + 5 s 306            |
| 2   | P      | 77  | Mazda Team Joest                       | Oliver Jarvis Tristan Nunez Lucas Di Grassi             | Mazda MZ-2.0T 2,0 l I4 Turbo   | C     | 443   | + 5 s 306            |
| 3   | P      | 55  | Mazda Team Joest                       | Jonathan Bomarito Spencer Pigot Marino Franchitti       | Mazda RT24-P                   | C     | 443   | + 7 s 605            |
| 3   | P      | 55  | Mazda Team Joest                       | Jonathan Bomarito Spencer Pigot Marino Franchitti       | Mazda MZ-2.0T 2,0 l I4 Turbo   | C     | 443   | + 7 s 605            |
| 4   | P      | 5   | Mustang Sampling Racing                | Filipe Albuquerque Christian Fittipaldi Tristan Vautier | Cadillac DPi-V.R               | C     | 443   | + 9 s 458            |
| 4   | P      | 5   | Mustang Sampling Racing                | Filipe Albuquerque Christian Fittipaldi Tristan Vautier | Cadillac 5,5 l V8 Atmo         | C     | 443   | + 9 s 458            |
| 5   | P      | 7   | Acura Team Penske                      | Hélio Castroneves Ricky Taylor Graham Rahal             | Acura ARX-05                   | C     | 443   | + 30 s 450           |
| 5   | P      | 7   | Acura Team Penske                      | Hélio Castroneves Ricky Taylor Graham Rahal             | Acura AR35TT 3,5 l V6 Turbo    | C     | 443   | + 30 s 450           |
| 6   | P      | 22  | Tequila Patrón ESM                     | Pipo Derani Johannes van Overbeek Timo Bernhard         | Nissan Onroak DPi              | C     | 443   | + 45 s 065           |
| 6   | P      | 22  | Tequila Patrón ESM                     | Pipo Derani Johannes van Overbeek Timo Bernhard         | Nissan VR38DETT 3,8 l V6 Turbo | C     | 443   | + 45 s 065           |
| 7   | P      | 54  | CORE Autosport                         | Jon Bennett Colin Braun Romain Dumas                    | Oreca 07                       | C     | 443   | + 56 s 543           |
| 7   | P      | 54  | CORE Autosport                         | Jon Bennett Colin Braun Romain Dumas                    | Gibson GK428 4,2 l V8 Atmo     | C     | 443   | + 56 s 543           |
| 8   | P      | 31  | Whelen Engineering Racing              | Eric Curran Felipe Nasr Gabby Chaves                    | Cadillac DPi-V.R               | C     | 442   | + 1 tour             |
| 8   | P      | 31  | Whelen Engineering Racing              | Eric Curran Felipe Nasr Gabby Chaves                    | Cadillac 5,5 l V8 Atmo         | C     | 442   | + 1 tour             |
| 9   | P      | 85  | JDC Miller Motorsports                 | Robert Alon Simon Trummer Devlin DeFrancesco            | Oreca 07                       | C     | 441   | Abd                  |
| 9   | P      | 85  | JDC Miller Motorsports                 | Robert Alon Simon Trummer Devlin DeFrancesco            | Gibson GK428 4,2 l V8 Atmo     | C     | 441   | Abd                  |
| 10  | P      | 99  | JDC Miller Motorsports                 | Mikhail Goikhberg Stephen Simpson Chris Miller          | Oreca 07                       | C     | 435   | + 8 tours            |
| 10  | P      | 99  | JDC Miller Motorsports                 | Mikhail Goikhberg Stephen Simpson Chris Miller          | Gibson GK428 4,2 l V8 Atmo     | C     | 435   | + 8 tours            |
| 11  | P      | 2   | Tequila Patrón ESM                     | Ryan Dalziel Scott Sharp Norman Nato                    | Nissan Onroak DPi              | C     | 433   | + 10 tours           |
| 11  | P      | 2   | Tequila Patrón ESM                     | Ryan Dalziel Scott Sharp Norman Nato                    | Nissan VR38DETT 3,8 l V6 Turbo | C     | 433   | + 10 tours           |
| 12  | GTLM   | 911 | Porsche GT Team                        | Patrick Pilet Nick Tandy Frédéric Makowiecki            | Porsche 911 RSR                | M     | 419   | + 24 tours           |
| 12  | GTLM   | 911 | Porsche GT Team                        | Patrick Pilet Nick Tandy Frédéric Makowiecki            | Porsche 4,0 l Flat-6 Atmo      | M     | 419   | + 24 tours           |
| 13  | GTLM   | 4   | Corvette Racing                        | Oliver Gavin Tommy Milner Marcel Fässler                | Chevrolet Corvette C7.R        | M     | 419   | + 24 tours           |
| 13  | GTLM   | 4   | Corvette Racing                        | Oliver Gavin Tommy Milner Marcel Fässler                | Chevrolet LT 5,5 l V8 Atmo     | M     | 419   | + 24 tours           |
| 14  | GTLM   | 24  | BMW Team RLL                           | John Edwards Jesse Krohn Chaz Mostert (en)              | BMW M8 GTE                     | M     | 419   | + 24 tours           |
| 14  | GTLM   | 24  | BMW Team RLL                           | John Edwards Jesse Krohn Chaz Mostert (en)              | BMW S63 4,0 l V8 Bi-Turbo      | M     | 419   | + 24 tours           |
| 15  | GTLM   | 25  | BMW Team RLL                           | Connor De Phillippi Alexander Sims Bill Auberlen        | BMW M8 GTE                     | M     | 419   | + 24 tours           |
| 15  | GTLM   | 25  | BMW Team RLL                           | Connor De Phillippi Alexander Sims Bill Auberlen        | BMW S63 4,0 l V8 Bi-Turbo      | M     | 419   | + 24 tours           |
| 16  | GTLM   | 67  | Ford Chip Ganassi Racing               | Ryan Briscoe Richard Westbrook Scott Dixon              | Ford GT                        | M     | 419   | + 24 tours           |
| 16  | GTLM   | 67  | Ford Chip Ganassi Racing               | Ryan Briscoe Richard Westbrook Scott Dixon              | Ford EcoBoost 3,5 l V6 Turbo   | M     | 419   | + 24 tours           |
| 17  | GTLM   | 912 | Porsche GT Team                        | Earl Bamber Laurens Vanthoor Mathieu Jaminet            | Porsche 911 RSR                | M     | 419   | + 24 tours           |
| 17  | GTLM   | 912 | Porsche GT Team                        | Earl Bamber Laurens Vanthoor Mathieu Jaminet            | Porsche 4,0 l Flat-6 Atmo      | M     | 419   | + 24 tours           |
| 18  | GTLM   | 66  | Ford Chip Ganassi Racing               | Joey Hand Dirk Müller Sébastien Bourdais                | Ford GT                        | M     | 418   | + 25 tours           |
| 18  | GTLM   | 66  | Ford Chip Ganassi Racing               | Joey Hand Dirk Müller Sébastien Bourdais                | Ford EcoBoost 3,5 l V6 Turbo   | M     | 418   | + 25 tours           |
| 19  | GTLM   | 3   | Corvette Racing                        | Antonio García Jan Magnussen Marcel Fässler             | Chevrolet Corvette C7.R        | M     | 417   | + 26 tours           |
| 19  | GTLM   | 3   | Corvette Racing                        | Antonio García Jan Magnussen Marcel Fässler             | Chevrolet LT 5,5 l V8 Atmo     | M     | 417   | + 26 tours           |
| 20  | GTLM   | 62  | Risi Competizione                      | Toni Vilander Andrea Bertolini Miguel Molina            | Ferrari 488 GTE                | M     | 416   | + 27 tours           |
| 20  | GTLM   | 62  | Risi Competizione                      | Toni Vilander Andrea Bertolini Miguel Molina            | Ferrari F154CB 3,9 l V8 Turbo  | M     | 416   | + 27 tours           |
| 21  | GTD    | 63  | Scuderia Corsa                         | Cooper MacNeil Gunnar Jeannette Daniel Serra            | Ferrari 488 GT3                | C     | 407   | + 36 tours           |
| 21  | GTD    | 63  | Scuderia Corsa                         | Cooper MacNeil Gunnar Jeannette Daniel Serra            | Ferrari F154CB 3,9 l V8 Turbo  | C     | 407   | + 36 tours           |
| 22  | GTD    | 86  | Meyer Shank Racing avec Curb Agajanian | Katherine Legge Álvaro Parente Trent Hindman            | Acura NSX GT3                  | C     | 407   | + 36 tours           |
| 22  | GTD    | 86  | Meyer Shank Racing avec Curb Agajanian | Katherine Legge Álvaro Parente Trent Hindman            | Acura 3,5 l V6 Turbo           | C     | 407   | + 36 tours           |
| 23  | GTD    | 48  | Paul Miller Racing                     | Bryan Sellers Madison Snow Corey Lewis                  | Lamborghini Huracán GT3        | C     | 406   | + 37 tours           |
| 23  | GTD    | 48  | Paul Miller Racing                     | Bryan Sellers Madison Snow Corey Lewis                  | Lamborghini 5,2 l V10          | C     | 406   | + 37 tours           |
| 24  | GTD    | 58  | Wright Motorsports                     | Patrick Long Christina Nielsen Robert Renauer           | Porsche 911 GT3 R              | C     | 406   | + 37 tours           |
| 24  | GTD    | 58  | Wright Motorsports                     | Patrick Long Christina Nielsen Robert Renauer           | Porsche 4,0 l Flat-6           | C     | 406   | + 37 tours           |
| 25  | GTD    | 64  | Scuderia Corsa                         | Townsend Bell Frankie Montecalvo Matteo Cressoni        | Ferrari 488 GT3                | C     | 406   | + 37 tours           |
| 25  | GTD    | 64  | Scuderia Corsa                         | Townsend Bell Frankie Montecalvo Matteo Cressoni        | Ferrari F154CB 3,9 l V8 Turbo  | C     | 406   | + 37 tours           |
| 26  | GTD    | 29  | Montaplast avec Land Motorsport        | Sheldon van der Linde Christopher Mies Daniel Morad     | Audi R8 LMS                    | C     | 406   | + 37 tours           |
| 26  | GTD    | 29  | Montaplast avec Land Motorsport        | Sheldon van der Linde Christopher Mies Daniel Morad     | Audi 5,2 l V10                 | C     | 406   | + 37 tours           |
| 27  | GTD    | 71  | P1 Motorsports                         | JC Perez Felipe Fraga Maximilian Buhk                   | Mercedes-AMG GT3               | C     | 406   | + 37 tours           |
| 27  | GTD    | 71  | P1 Motorsports                         | JC Perez Felipe Fraga Maximilian Buhk                   | Mercedes-AMG M159 6,2 l V8     | C     | 406   | + 37 tours           |
| 28  | GTD    | 33  | Mercedes-AMG Team Riley Motorsports    | Jeroen Bleekemolen Ben Keating Luca Stolz               | Mercedes-AMG GT3               | C     | 405   | + 38 tours           |
| 28  | GTD    | 33  | Mercedes-AMG Team Riley Motorsports    | Jeroen Bleekemolen Ben Keating Luca Stolz               | Mercedes-AMG M159 6,2 l V8     | C     | 405   | + 38 tours           |
| 29  | GTD    | 44  | Magnus Racing                          | Andy Lally John Potter Andrew Davis                     | Audi R8 LMS                    | C     | 405   | + 38 tours           |
| 29  | GTD    | 44  | Magnus Racing                          | Andy Lally John Potter Andrew Davis                     | Audi 5,2 l V10                 | C     | 405   | + 38 tours           |
| 30  | GTD    | 15  | 3GT Racing                             | Jack Hawksworth David Heinemeier Hansson Sean Rayhall   | Lexus RC F GT3                 | C     | 399   | + 44 tours           |
| 30  | GTD    | 15  | 3GT Racing                             | Jack Hawksworth David Heinemeier Hansson Sean Rayhall   | Lexus 5,0 l V8                 | C     | 399   | + 44 tours           |
| 31  | P      | 52  | AFS/PR1 Mathiasen Motorsports          | Sebastián Saavedra Will Owen Jose Gutierrez             | Oreca 07                       | C     | 367   | Abd                  |
| 31  | P      | 52  | AFS/PR1 Mathiasen Motorsports          | Sebastián Saavedra Will Owen Jose Gutierrez             | Gibson GK428 4,2 l V8 Atmo     | C     | 367   | Abd                  |
| 32  | P      | 6   | Acura Team Penske                      | Dane Cameron Juan Pablo Montoya Simon Pagenaud          | Acura ARX-05                   | C     | 310   | + 133 tours          |
| 32  | P      | 6   | Acura Team Penske                      | Dane Cameron Juan Pablo Montoya Simon Pagenaud          | Acura AR35TT 3,5 l V6 Turbo    | C     | 310   | + 133 tours          |
| 33  | GTD    | 14  | 3GT Racing                             | Dominik Baumann Kyle Marcelli Philipp Frommenwile       | Lexus RC F GT3                 | C     | 226   | Abd                  |
| 33  | GTD    | 14  | 3GT Racing                             | Dominik Baumann Kyle Marcelli Philipp Frommenwile       | Lexus 5,0 l V8                 | C     | 226   | Abd                  |
| 34  | P      | 38  | Performance Tech Motorsports           | James French Kyle Masson Nicholas Boulle                | Oreca 07                       | C     | 204   | Abd                  |
| 34  | P      | 38  | Performance Tech Motorsports           | James French Kyle Masson Nicholas Boulle                | Gibson GK428 4,2 l V8 Atmo     | C     | 204   | Abd                  |
| 35  | GTD    | 93  | Meyer Shank Racing avec Curb Agajanian | Lawson Aschenbach Justin Marks Mario Farnbacher         | Acura NSX GT3                  | C     | 186   | Abd                  |
| 35  | GTD    | 93  | Meyer Shank Racing avec Curb Agajanian | Lawson Aschenbach Justin Marks Mario Farnbacher         | Acura 3,5 l V6 Turbo           | C     | 186   | Abd                  |
| 36  | GTD    | 73  | Park Place Motorsports                 | Spencer Pumpelly Wolf Henzler Timothy Pappas            | Porsche 911 GT3 R              | C     | 122   | Abd                  |
| 36  | GTD    | 73  | Park Place Motorsports                 | Spencer Pumpelly Wolf Henzler Timothy Pappas            | Porsche 4,0 l Flat-6           | C     | 122   | Abd                  |
| 37  | GTD    | 96  | Turner Motorsport                      | Dillon Machavern Markus Palttala Don Yount              | BMW M6 GT3                     | C     | 68    | Abd                  |
| 37  | GTD    | 96  | Turner Motorsport                      | Dillon Machavern Markus Palttala Don Yount              | BMW 4,4 l V8 Turbo             | C     | 68    | Abd                  |

## Pole position et record du tour
- Pole position :  Pipo Derani (#22 Tequila Patrón ESM) en 1 min 10 s 437
- Meilleur tour en course :  Jonathan Bomarito (#55 Mazda Team Joest) en 1 min 11 s 490

## Tours en tête
- #22 Nissan Onroak DPi - Tequila Patrón ESM : 61 tours (1-19 / 105 / 374-404 / 410-419)[18]
- #55 Mazda RT24-P - Mazda Team Joest : 39 tours (20-31 / 33-55 / 170-171 / 307-308)
- #2 Nissan Onroak DPi - Tequila Patrón ESM : 1 tour (32)
- #7 Acura ARX-05 - Acura Team Penske : 128 tours (56-78 / 90-104 / 130-138 / 166-169 / 182-200 / 211-234 / 246-259 / 277-296 / )
- #31 Cadillac DPi-V.R - Whelen Engineering Racing : 77 tours (79-89 / 106-129 / 140-165 / 172-181 / 205-210 / )
- #10 Cadillac DPi-V.R - Konica Minolta Cadillac DPi-V.R : 62 tours (139 / 297-302 / 309-357 / 405-409 / 443)
- #77 Mazda RT24-P - Mazda Team Joest : 28 tours (201-204 / 235-240 / 260-273 / 303-306)
- #85 Oreca 07 - JDC Miller Motorsports : 8 tours (241-245 / 274-276)

## À noter
- Longueur du circuit : 2,54 miles
- Distance parcourue par les vainqueurs : 1 125,22 miles